# Chronic
Chronic è un film del 2015 diretto da Michel Franco.

## Trama
David è un infermiere che lavora con i malati terminali. È incredibilmente bravo e devoto nel suo lavoro, spesso sviluppa relazioni forti e anche intime con ogni persona di cui si prende cura. Ma al di fuori del suo lavoro, è un uomo inefficace, goffo, depresso e riservato. È chiaro che ha bisogno dei suoi pazienti quanto loro hanno bisogno di lui, perché a loro dà tutto se stesso.

## Distribuzione
Chronic è stato premiato il 22 maggio 2015 al Festival di Cannes ed è stato selezionato anche per competere per la Palma d'Oro. A Cannes, Franco ha vinto il premio come Miglior sceneggiatura.

## Accoglienza
Il film ha ricevuto recensioni positive dalla critica. Nel sito di recensioni Rotten Tomatoes, il film ha avuto un rating del 75%. PerMetacritic ha un resoconto di 68 su 100, basato su 16 critiche, a indicare "recensioni generalmente positive".